# Heaton Wrenn
Heaton Luse Wrenn (San Francisco, 18 januari 1900 - Honolulu, 16 januari 1978) was een Amerikaans rugbyspeler.

## Carrière
Tijdens de Olympische Zomerspelen 1920 werd hij met de Amerikaanse ploeg olympisch kampioen.

## Erelijst

### Met Verenigde Staten
- Olympische Zomerspelen:  1920